# 直到永远 (克莉丝朵·凯儿歌曲)
"直到永遠"(きっと永遠に)為克莉絲朵·凱兒的第20張單曲。

## 說明
自「Kirakuni/Together」約一年後才發布的單曲。主打歌是為電影「妹妹戀人」所寫的主題曲，以「沒有結果的愛」為歌曲主題 。
MV首次使用高速攝影機，其主題為「時光流逝」。

## 收錄歌曲
1. 直到永遠
  - 作詞：西田惠美 / 作曲：Ryosuke "Dr.R" Sakai
  - ショウゲート所發行的電影「妹妹戀人」的主題曲
2. As One
  - 作詞：EMI K. Lynn／作曲：大西克巳
  - J-WAVE的聖誕節活動取
3. 直到永遠 STUDIO APARTMENT REMIX
4. As One REMIX
5. 直到永遠 INSTRUMENTAL

## 來源
1. ↑  MSN音乐的采访 的存檔，存档日期2008-10-11.
2. ↑  激励音乐的采访

## 外部連結
- オリコンによるインタビュー （页面存档备份，存于）
- @womanによるインタビュー （页面存档备份，存于）